# Хліб, любов і фантазія
«Хліб, любов і фантазія» (італ. Pane, amore e fantasia) — італійська чорно-біла романтична кінокомедія 1953 року, поставлена режисером Луїджі Коменчіні з Вітторіо Де Сікою та Джиною Лоллобриджидою у головних ролях. Одна з перших післявоєнних італійських «народних комедій», що мали великий успіх як в самій Італії, так і по всій Європі. Фільм став лідером італійського прокату 1953 року, зібравши 1 500 000 000 італійських лір (22 169 093 € у перерахунку на 2009 рік).
На 4-му Берлінському міжнародному кінофестивалі у 1954 році фільм був відзначений премію «Срібний ведмідь». У 2008 році стрічку було включено до списку «100 італійських фільмів, які потрібно зберегти», складеного під час 65-го Венеційського кінофестивалю.

## Сюжет
У невелике гірське італійське село під назвою Саглієна, де мешкає 700 осіб, прибуває новий командир карабінерів Антоніо Каротенуто (Вітторіо Де Сіка), уродженець Сорренто. Молодецький 50-річний вояка за своє життя підкорив немало жіночих сердець, але як і раніше неодружений. У селі, де сімейний стан і будь-який крок кожного жителя знаходяться під прицілом, про це починають пліткувати. Спочатку увагу Каротенуто привертає молода примхлива дівчина — бідна, красива і дуже запальна — Марія на прізвисько Берсальєрка (Джина Лоллобриджида). Вона заробляє на життя аферами і дрібними крадіжками та упадає за молодим карабінером Стеллуті. Той, хоч і закоханий в неї без пам'яті, ніяк не наважиться заговорити першим — від сором'язливості та через побоювання порушити статут. Офіцера також приваблює акушерка Анна, але та часто їздить до Риму і повертається звідти, сяючи від щастя, з чого можна зробити висновок, що її серце не вільне. Запальна Берсальєрка б'ється з ровесницею, племінницею кюре, що має на рідкість злого язика. Щоб угамувати Берсальєрку, офіцер замикає її на ніч у себе. Через душевну доброту він погоджується нагодувати і напоїти її осла, поки вона сидить узаперті. Побачивши, в якій жалюгідній халупі вона живе з матір'ю, братами і сестрами, що вирушили в паломництво, він залишає на столі банкнот в 5000 лір. «Диво!» — вигукує наступного дня мати Марії, приписуючи це діяння святому Антонію. Вона вставляє банкноту в рамочку, за невелику плату показує її місцевим жителям і навіть дозволяє прикластися до неї губами. Дізнавшись про справжнє походження банкноти, Берсальєрка, що не любить чужої жалості, розриває її.
За порадою кюре офіцер допомагає дівчині і Стеллуті освідчитися один одному в кохання. Стеллуті говорить Марії, що його мати приїхала в село не для того, щоб одружувати його на іншій, а щоб подивитися на Марію — майбутню дружину свого сина. Офіцер возить акушерку на велосипеді по різних фермах, де терміново знадобилися її послуги, і користується випадком, щоб позалицятися до нею і навіть поцілувати. Потім він отримує від акушерки листа з проханням забути про все. Він тут же йде до неї і дізнається, що в Римі у неї є дитина. Тепер він спокійний щодо того, до кого вона їздить до столиці, і на церковному святі Святого Антонія, у присутності усіх мешканців села, з'являється під руку з Анною у вікні. Берсальєрка і Стеллутє, Анна і Каротенуто відтепер складають дві щасливі закохані пари.

## У ролях

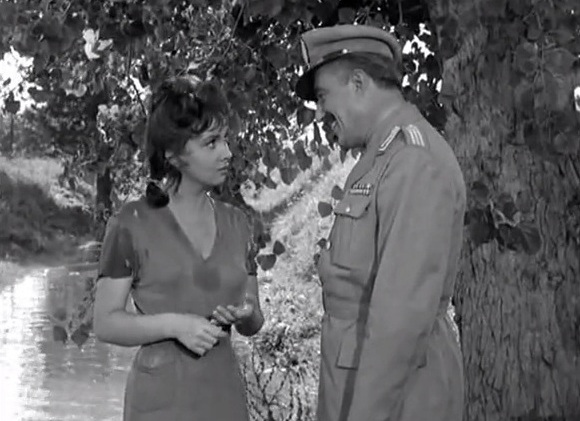
Кадр з фільму

| • Вітторіо Де Сіка    | … | офіцер карабінерів Каротенуто     |
| • Джина Лоллобриджида | … | Марія на прізвисько «Берсальєрка» |
| • Маріса Мерліні      | … | акушерка Анна                     |
| • Вірджиліо Рієнто    | … | дон Емідіо                        |
| • Тіна Піка           | … | Карамелла                         |
| • Роберто Ріссо       | … | карабінер Стеллуті                |
| • Вітторія Кріспо     | … | мати «Берсальєрки»                |
| • Марія Пія Казиліо   | … | племінниця дона Емідіо            |
| • Меммо Каротенуто    | … | карабінер Байоккі                 |

## Знімальна група
- Автор сценарію — Етторе Марія Маргадонна, Луїджі Коменчіні, Вітторіо Де Сіка (в титрах відсутній)
- Режисер-постановник — Луїджі Коменчіні
- Виконавчий продюсер — Марчелло Джирозі
- Оператор — Артуро Галлеа
- Композитор — Алессандро Чиконьїні
- Монтаж — Маріо Серандреї
- Художник-постановник — Гастоне Медін, Джино Різзоне
- Художник-декоратор — Уго Періколі
- Артдиректор — Гастоне Медін
- Звук — Паоло Кетофф

## Нагороди та номінації
| Список нагород та номінацій                       | Список нагород та номінацій | Список нагород та номінацій               | Список нагород та номінацій | Список нагород та номінацій | Список нагород та номінацій |
| Кінопремія                                        | Рік                         | Категорія                                 | Номінант(и)                 | Результат                   |                             |
| ------------------------------------------------- | --------------------------- | ----------------------------------------- | --------------------------- | --------------------------- | --------------------------- |
| Берлінський міжнародний кінофестиваль             | 1954                        | Премія «Срібний ведмідь»                  | Хліб, любов і фантазія      | Перемога                    |                             |
| Золотий кубок (Італія)                            | 1954                        | Найкращий актор                           | Вітторіо Де Сіка            | Перемога                    |                             |
| Італійський національний синдикат кіножурналістів | 1954                        | Премія «Срібна стрічка» найкращій акторці | Джина Лоллобриджида         | Перемога                    |                             |
| Національна рада кінокритиків США                 | 1954                        | ТОП іноземних фільмів                     | Хліб, любов і фантазія      | Перемога                    |                             |
| Спільнота кінокритиків Нью-Йорка                  | 1954                        | Найкращий фільм іноземною мовою           | Хліб, любов і фантазія      | 3-є місце                   |                             |
| Премія «Оскар»                                    | 1955                        | Найкращий сценарій                        | Етторе Марія Маргадонна     | Номінація                   |                             |
| Премія BAFTA                                      | 1955                        | Найкращий іноземний фільм                 | Хліб, любов і фантазія      | Номінація                   |                             |
| Премія BAFTA                                      | 1955                        | Найкраща іноземна акторка                 | Джина Лоллобриджіда         | Номінація                   |                             |

## Навколо фільму
Зйомки фільму проходили у 1953 році в селі Кастель-Сан-П'єтро-Романо в регіоні Лаціо. У наступному, 1954 році вийшов фільм Луїджі Коменчіні «Хліб, любов і ревнощі» (італ. Pane, amore e gelosia), з тими ж персонажами та акторами — продовження історії, початої у попередньому фільмі.
У 1955 році за тим самим сюжетом режисер Діно Різі зняв фільм «Хліб, любов і...»: у головних ролях цього разу виступили Софі Лорен, Вітторіо Де Сіка та Леа Падовані.